# Conflicte de Macedònia
El Conflicte de Macedònia de 2001 començà quan el grup separatista de la minoria albanesa Exèrcit d'Alliberament de Macedònia (NLA) atacà les forces de seguretat de l'actual Macedònia del Nord el gener 2001. Finalment es va lograr un acord de pau entre les forces bel·ligerants mitjançant concessions i contrapartides.

## Desenvolupament
En gener de 2001 el NLA començà a fer atacs contra dispositius de seguretat macedonis, utilitzant pistoles, bombes i mines terrestres per parar emboscades a les patrulles prop de la frontera de Macedònia amb Kosovo. El conflicte aviat s'intensificava i prop del començament de març de 2001 el NLA havia pres control eficaç d'uns territoris del nord i oest de Macedònia del Nord.
El març de 2001 els membres de NLA fracassaven en prendre la ciutat de Tètovo en un atac obert, però controlaven els turons i muntanyes entre Tètovo i Kosovo. La guerra va continuar durant la major part del 2001.

## Alto el foc i desarmament
Després de l'Acord d'Ohrid, el NLA accepta l'alto el foc el juny de 2001. Sota l'Acord d'Ohrid, el govern macedoni promet millorar els drets de la població albanesa, que constitueix més d'un 25.3 per cent per la població. Aquests drets inclouen permetre l'ús de la llengua albanesa en les relacions oficials (però sense fer-la una llengua oficial), augmentant la participació de la població d'ètnia albanesa en institucions governamentals, policia i exèrcit. I el més important, sota l'Acord d'Ohrid, el govern macedoni acceptava un model nou de descentralització.
El costat albanès acceptà a deixar algunes demandes separatistes i reconèixer plenament totes les institucions macedònies. A més a més, segons aquest acord el NLA es desarmava i lliurava les armes a una força de l'OTAN.